# 任官
任官（にんかん）とは、官職に任用されることをいう。古くは奈良時代の律令制導入の際より日本の官制において用いられた用語であり、今日の政府や国家機関等においても使用されている。今日では国家公務員の職、特に裁判官、検察官、自衛官（即応予備自衛官、予備自衛官を含む）、警察官、海上保安官、刑務官、労働基準監督官などに任ぜられる場合に用いられる。対義語は「免官」、「退官」。
なお、関連用語として、「任官拒否」という用語もある。用法としては、司法修習修了者のうち、裁判官等への任官を希望したのに拒否された場合に用いられ、その他には防衛大学校卒業者が自衛官への任官を拒否する場合にも用いられ、「任官辞退」とも呼ばれる。なお、国家公務員が異なる官庁・職種に転じる場合、転官ともいう。

## 律令制下の任官
律令制下における官職の序列は位階に基づいて定められ、ともに不可分の関係にあり官位と称された。即ち、位階に相当する官職に任ずる官位相当制を基本とし、朝廷の人事である除目では叙位任官は同時になされることも多かった。

## 鎌倉幕府と自由任官の禁止
鎌倉時代以降、鎌倉幕府の御家人たる武士の叙位任官は鎌倉殿を通じて朝廷に具申することを原則として、御家人が直接的に朝廷から叙位任官を受けることを厳禁とした。これは、御家人の主人はあくまで幕府主宰者たる鎌倉殿であり、御家人が直接的に朝廷と関わりを持つことは、御家人の離反や自立などの事態を招く危険もあり、これを予防する意味があった。この禁を破り、御家人が鎌倉幕府を介せず、または許しを得ることなく、叙位任官することを自由任官という。幕府では御家人の任官を将軍による統制下に置くため幕府内に官途奉行を置き、武家の任官の申請窓口とした。
実際には、頼朝の時代に源義経をはじめ、24人の東国御家人が自由任官をし、墨俣以東に入ることを禁ぜられた事例がある。